# Ilona Batthyány
Dans le nom hongrois Batthyány Ilona, le nom de famille précède le prénom, mais cet article utilise l’ordre habituel en français Ilona Batthyány, où le prénom précède le nom.
Ilona Batthyány, née en 1842 et morte à Cinkota le 21 mars 1929, est une aristocrate hongroise, fille de Lajos Batthyány. Elle est connue pour avoir œuvré pour la scolarisation des orphelins, en fondant notamment l'école de Cinkota, actuel lycée Antal Szerb. Membre de la famille Batthyány par son père et de la famille Zichy par sa mère, elle épouse à 18 ans Béla Keglevich avec qui elle a deux enfants. Après son divorce, elle épouse en secondes noces Gábor Beniczky, un sportif reconnu. Le couple joue un grand rôle dans le remembrement des terres à Cinkota.